# مايا دي مونكال
بلدية مايا دي مونكال (بالإسبانية: Mayá de Moncal) هي بلدية تقع في مقاطعة جرندة التابعة لمنطقة كتالونيا شمال شرق إسبانيا.

## الديموغرافيا
بلغ عدد سكان بلدية مايا دي مونكال 432 نسمة عام 2011 (وفقاً للمعهد الوطني الإسباني للإحصاء).
| 320 | 314 | 324 | 374 | 378 | 410 | 432 |